# Industria del petróleo en México

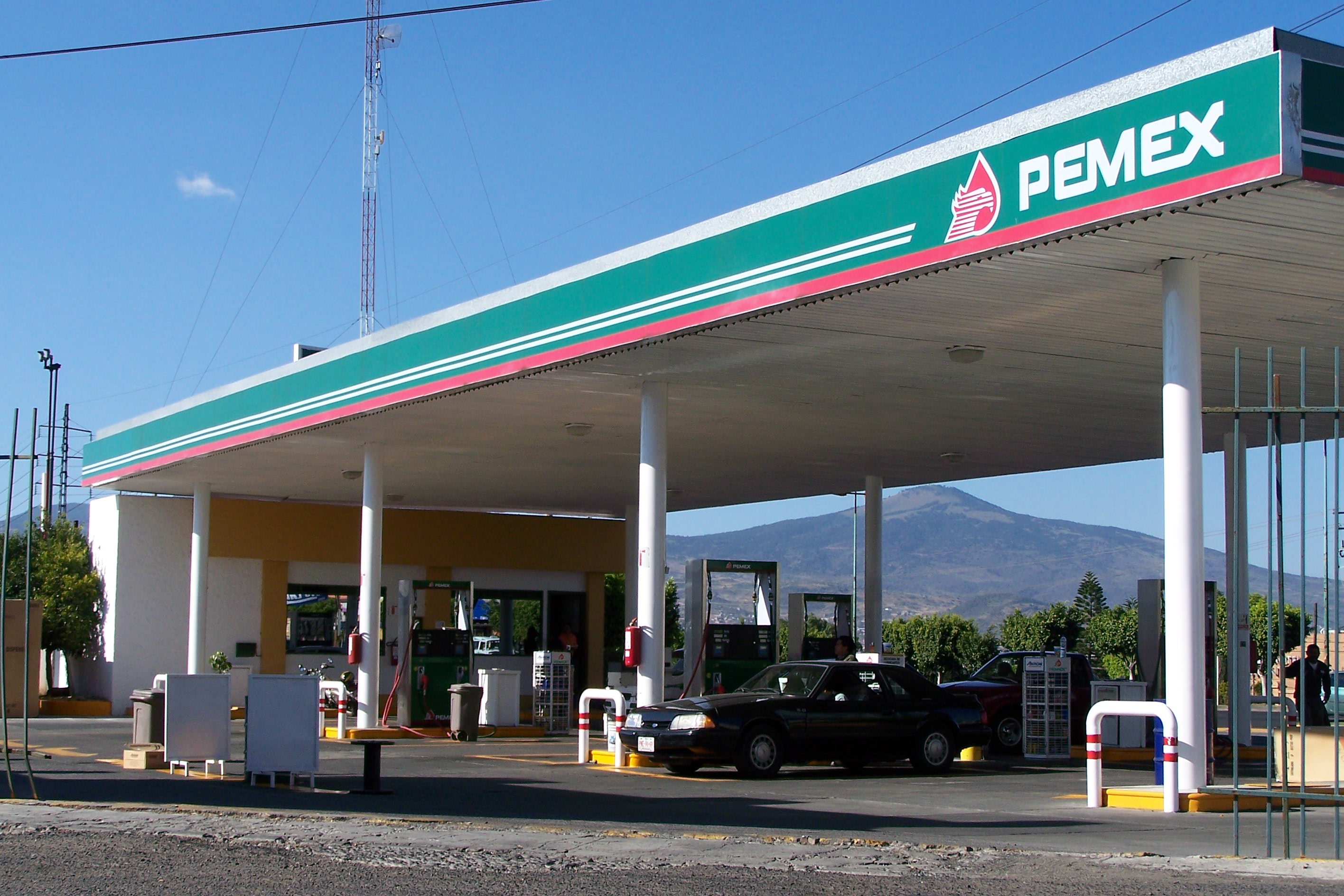
Una gasolinera de la empresa mexicana paraestatal Pemex.

La industria de petróleo en México convierte a México en el undécimo mayor productor de petróleo en el mundo y el tercero mayor en términos de la exportación neta. México tiene la reservas dieciséptimas mayores de petróleo en el mundo, y es el cuarto mayor productor de petróleo en el Hemisferio Occidental, tras los Estados Unidos, Canadá, y Brasil. México es miembro del OPEC+ y el Tratado de Libre Comercio de América del Norte (TLCAN). 

Historia de la producción de petróleo en México desde 1900 hasta 2019.

El sector del petróleo contribuye de grado considerable a la economía mexicana, con los ingresos del sector generando casi el 7% de los ingresos totales de la exportación mexicana. En 2014, los ingresos del sector petróleo representaron el 33% de ingresos del sector público, y impuestos en los ingresos de la empresa paraestatal Petróleos Mexicanos (Pemex) formaron aproximadamente el 20% de los ingresos fiscales del gobierno mexicano en 2022.
Aunque sea contribuidor importante a la economía mexicana, se ha criticado la industria como causa de contaminación y destrucción ambiental. En algunos casos, residentes de zonas extractivas han expresado opiniones negativas hacia los efectos que tiene la industria en sus comunidades. Además, problemas como la corrupción y el robo de combustibles dificultan la eficiencia de las operaciones petroleras.

## Impactos sociales
La industria de petróleo en México tiene impactos diversos en la sociedad mexicana. Las actividades de exploración y producción del petróleo se definan legalmente de interés social y orden público, y se priorizan sobre cualquier otro tipo potencial de explotación de los recursos del superficie o subsuelo. Durante la presidencia de Andrés Manuel López Obrador (AMLO), AMLO describió a la industria como "palanca de desarrollo nacional". Aunque la industria crea empleos y crecimiento económico, este crecimiento depende de las fluctuaciones del mercado global de petróleo.

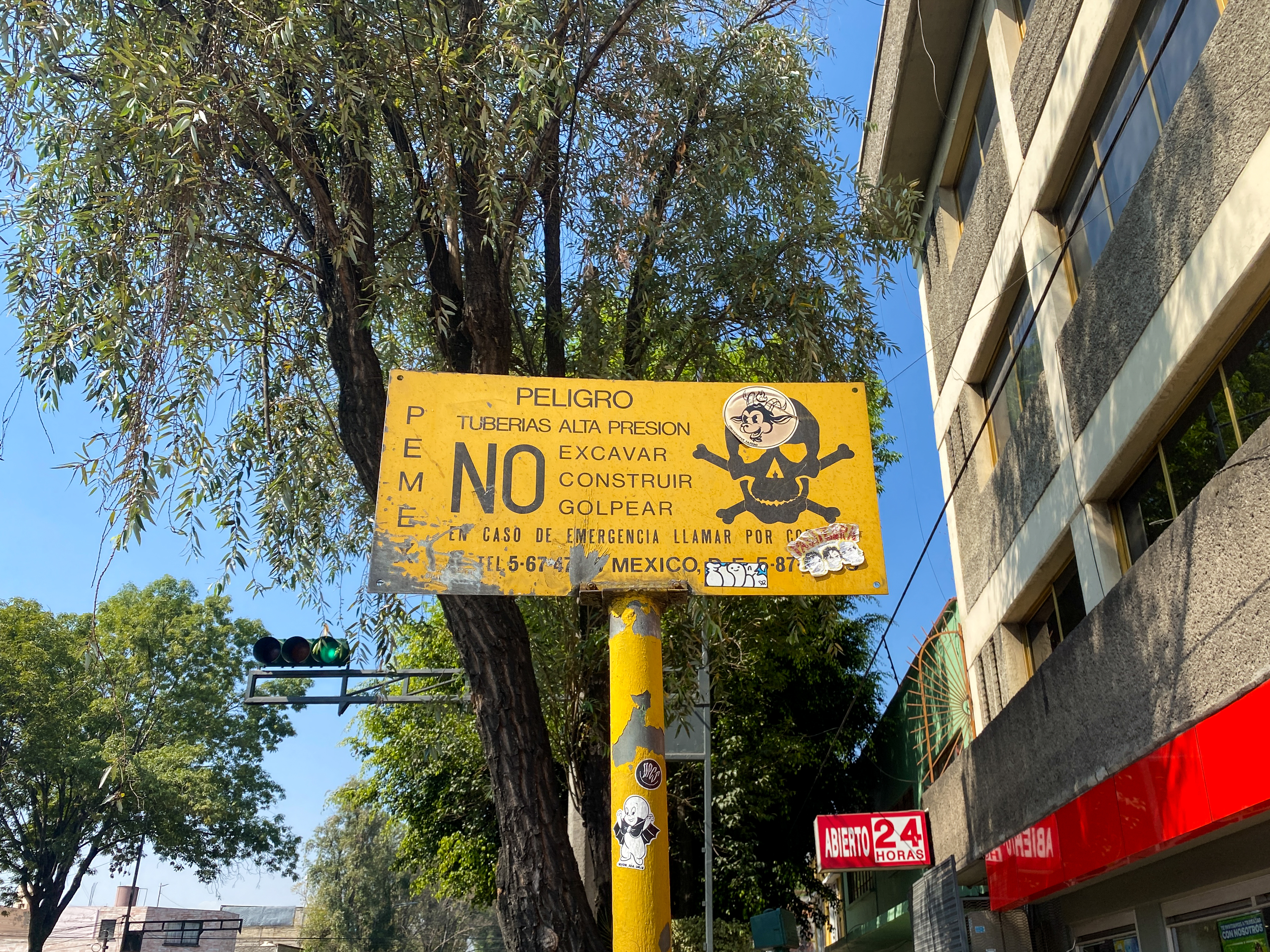
Letrero de aviso sobre una línea de distribución de Pemex. La infraestructura petrolera puede presentar un riesgo de accidentes como derrames o explosiones.

Además, entre los residentes de las zonas extractivas se han expresado percepciones negativas hacia los impactos de la extracción de petróleo en sus comunidades. En la Comunidad Emiliano Zapata en el estado de Veracruz, estas percepciones negativas eran especialmente fuertes con respecto a los impactos socioculturales y socioambientales de la extracción. Residentes de mayor edad mencionaron que con la llegada de la industria a su comunidad en 1954 empezó un empeoramiento en el uso del idioma local totonaco, y en el uso de las métodos tradicionales de subsistencia. Sin embargo, los residentes tenían ciertas percepciones positivas hacia la industria, especialmente con respecto a su impacto en desarrollo económico y en la actuación de Pemex durante los accidentes. Otras comunidades han expresado una falta de confianza en la actuación de Pemex para resolver accidentes como derrames o explosiones. En la Ranchería Lázaro Cárdenas en Comalcalco, Tabasco, el 94% de residentes declararon que habían vivido algún desastre o explosión por las instalaciones de Pemex. Por lo general, las comunidades rurales son más propensas a experimentar los efectos negativos de la extracción de petróleo.
La habilidad de la industria para contribuir a los ingresos públicos se hace más difícil por corrupción industrial, que contribuye a problemas como el robo de combustibles, conocido coloquialmente como el huachicoles. En los tres meses primeros de 2021, el mercado negro de combustibles proveyó del 22,1% del consumo de combustibles en México. Estos problemas se empeoraban después de la Reforma Energética de 2013 por la administración de Enrique Peña Nieto. El robo de combustibles reduce la confianza en la industria, contribuyendo a derrames y accidentes y haciendo más fuertes las dificultades de manejar de manera efectiva los líneas de distribución. En 2015, el director de Pemex, Emilio Lozoya Austin, dijo que "el robo de hidrocarburos es uno de los mayores problemas que hoy enfrenta Petróleos Mexicanos".